# Krzysztof Szajowski
Krzysztof Józef Szajowski (ur. 23 listopada 1950 w Zwierzyńcu) – polski matematyk i inżynier podstawowych problemów techniki, specjalizujący się w zastosowaniach matematyki, probabilistyce i statystyce matematycznej; nauczyciel akademicki związany z uczelniami we Wrocławiu, Legnicy, Nowym Sączu.

## Życiorys naukowy
Krzysztof Józef Szajowski urodził się w 1950 roku w Zwierzyńcu na Zamojszczyźnie, gdzie ukończył szkołę podstawową w 1964. Po ukończeniu Liceum Ogólnokształcącego im. Jana Zamoyskiego w Zamościu w 1968 roku złożył egzaminy wstępne na Wydział Elektroniki Politechniki Wrocławskiej. Za namową prof. Stanisława Gładysza, Kierownika Studium Podstawowych Problemów Techniki Politechniki Wrocławskiej, zdecydował, że będzie studentem nowo powstającego Wydziału Podstawowych Problemów Techniki. W 1973 roku uzyskał dyplom magistra inżyniera matematyka tego wydziału z wyróżnieniem i został zatrudniony jako asystent stażysta, a następnie asystent w Instytucie Matematyki i Fizyki Teoretycznej na Politechnice Wrocławskiej. W latach 1975–1978 korzystał z programu studiów doktoranckich w macierzystym instytucie, a od 1978 roku pracował tamże na stanowisku starszego asystenta. Doktorat obronił w 1980 roku w Instytucie Matematyki PWr na podstawie rozprawy „Wybrane problemy optymalnego zatrzymywania ciągu zmiennych losowych” napisanej pod kierunkiem prof. Stanisława Trybuły. Po uzyskaniu stopnia doktora odbył staże naukowe w Instytucie Matematyki Uniwersytetu Wrocławskiego na przełomie 1989/90 oraz w TU Delft (Holandia) w roku akademickim 1990/91. W 1991 roku awansował na stanowisko adiunkta. Rada Naukowa Wydziału Podstawowych Problemów Techniki przeprowadziła jego postępowanie habilitacyjne w 1996 roku. Habilitację uzyskał w roku 1996 na Wydziale Podstawowych Problemów Techniki PWr na podstawie rozprawy „Optymalne strategie w grach z zatrzymywaniem procesów”. Wypromował licznych doktorów. Tytuł profesora nauk matematycznych otrzymał w 2014 roku.

## Aktywność akademicka

### Dydaktyczna
Podstawowa działalność dydaktyczna Krzysztofa Szajowskiego to wykłady dla studentów różnych kierunków studiów inżynierskich na wszystkich wydziałach Politechniki Wrocławskiej. Najwięcej uwagi poświęca kształceniu studentów i doktorantów Wydziału Podstawowych Problemów Techniki. To do tej społeczności kieruje ofertę wykładów monograficznych, głównie z probabilistyki i badań operacyjnych oraz statystyki. Jest autorem skryptu „Statistics and Decision Methods”.
W latach 1998–2008 pracował jako profesor w wyższych szkołach zawodowych: WSB NLU w Nowym Sączu (1998–1999), Instytucie Technicznym PWSZ w Legnicy (2000–2004), Wyższej Szkole Zarządzania ,,Edukacja" we Wrocławiu (2005–2008). Prowadząc współpracę z matematykami z Purdue University, West Lafayette, USA, przebywał tam, prowadząc badania i wykłady w 2005 roku. Prowadził wykłady na Uniwersytecie Technicznym w Dreźnie w roku akademickim 2004/05, a w 2008/09 był docentem w Instytucie Matematycznym Polskiej Akademii Nauk.

### Organizacyjna
Brał udział w organizacji pracy Instytutu Matematyki Politechniki Wrocławskiej. Był zastępcą dyrektora w okresie (1996–2000) i dyrektorem (2000–2002). W latach 90. XX wieku aktywnie wprowadzał komputeryzację w administracji, dydaktyce i badaniach naukowych. Wspólnie z różnymi matematykami (Andrzej S. Nowak, Tadeusz Radzik, Zdzisław Porosiński, Anna Jaśkiewicz) prowadził seminarium Modele Stochastyczne - Optymalizacja - Teoria Gier.
Krzysztof Szajowski jest członkiem Polskiego Towarzystwa Matematycznego. Pełnił w Oddziale Wrocławskim PTM funkcje skarbnika (2 kadencje), prezesa (2 kadencje), delegata na walne zgromadzenie przez trzy kadencje, a także był:
- 2014–2016 wiceprezesem Towarzystwa[10];
- 2017–2019 członkiem zarządu Towarzystwa[11].

Przez kilkanaście lat współorganizował kolejne edycje konkursu na najlepszą pracę studencką z teorii prawdopodobieństwa i zastosowań matematyki, organizowany przez Oddział Wrocławski PTM oraz pracował w jury tego konkursu. Od kilku lat jest członkiem redakcji Mathematica Applicanda, a w okresie od stycznia 2012 do 2019 roku był Redaktorem Naczelnym tego czasopisma. Od 2012 roku ZG PTM zleca mu koordynację wydawania Antiquitates Mathematicae. W latach 2015–2020 jest zastępcą redaktora naczelnego, wyodrębnia dział historii zastosowań matematyki i kontynuuje prace w redakcji kierując tym działem.
Aktywnie uczestniczy w pracach Międzynarodowego Towarzystwa Gier Dynamicznych (International Society of Dynamic Games) będąc członkiem rady naukowej tego towarzystwa w latach 2006-2010, 2016-2022. Współredagował Annals of Dynamic Games wydawany przez ISDG) oraz International Society of Mathematical Sciences (dawniej Japanese Association of Mathematical Sciences) gdzie jest członkiem redakcji Scientiae Mathematicae Japonicae (dawniej Mathematica Japonica). Od ponad 25 lat współpracuje z Mathematical Reviews i Zentralblatt für Mathematik.

## Dorobek naukowy
Po zakończonych studiach uczestniczył w pracach seminarium prof. Barbary Rokowskiej oraz zespołu prof. Stanisława Trybuły. Pierwsza opublikowana praca dotyczyła oszacowania liczby ortogonalnych kwadratów łacińskich. W dalszych badaniach głównymi dziedzinami zainteresowań są sekwencyjne problemy decyzyjne takie, jak optymalne zatrzymanie ciągów losowych (z tej tematyki przedstawia rozprawę doktorską), sterowanie systemami stochastycznymi oraz gry związane z obserwacją ciągów stochastycznych i ich zatrzymywaniem (jest to przedmiotem rozprawy habilitacyjnej). Innym tematem, wykorzystującym metody optymalnego zatrzymania ciągów zmiennych losowych, jest zagadnienie wykrywania momentu zmiany (,,rozregulowania”) w rozkładach ciągów zmiennych losowych. Zajmował się również adaptacyjnym sterowaniem układów liniowych (prace z Trybułą i Porosińskim) i hybrydowych (prace z de Koningiem).
Ważne wyniki tych badań dotyczą problemu komunikacji graczy i struktury strategii równowagi w grach sterowanych różnymi procesami stochastycznymi. Uzyskuje rozwiązania gier z wyborem momentu zatrzymania przez wielu graczy z wykorzystaniem kooperacyjnych gier prostych (z Yasudą) oraz modele ze skorelowanymi równowagami (prace z Ramseyem). Badania nad zależnością struktur optymalnych momentów zatrzymania przy wariantach różnych elementów modelu pokazują trudności w ujednoliceniu rozwiązań. Ważne są przykłady oparte na wariantach problemu sekretarki z niemonotoniczną funkcją celu, oraz wynikające z przekształceń problemów rozregulowania.
W ramach współpracy interdyscyplinarnej brał udział w Centralnym Projekcie Badań Rozwojowych dotyczącego rozwoju maszyn roboczych ciężkich, gdzie wspólnie z dr. hab. inż. Wojciechem Kordeckim zaproponował oryginalne podejście do zdefiniowania stanu gotowości urządzenia technicznego w oparciu o metody teorii grafów i wykrywania niejednorodności danych. Wspólnie z przedstawicielami nauk medycznych prowadził badania nad tworzeniem modeli matematycznych zjawisk będących przedmiotem zainteresowania angiologów, laryngologów i psychiatrów.
Opublikował ponad 100 prace samodzielnych i współautorskich, w tym 2 podręczniki akademickie z informatyki oraz statystyki stosowanej i monografię.
Jest promotorem w siedmiu przewodach doktorskich. Tematyka rozpraw dotyczy różnych zagadnień analizy procesów stochastycznych, optymalizacji i statystyki.

## Odznaczenia i nagrody
Działalność naukowo-dydaktyczna, naukowa i organizacyjna Krzysztofa Szajowskiego została uznana przez władze uczelni nadaniem Złotej Odznaki Politechniki Wrocławskiej (1998), przyznaniem, na wniosek Uczelni
- 2009 Medalu Złotego za Długoletnią Służbę
- 1999 Srebrnego Krzyża Zasługi[18].

oraz wielokrotnie nagród za działalność naukową, dydaktyczną i organizacyjną przez władze Politechniki Wrocławskiej.
Za doktorat otrzymał nagrodę Ministra Nauki, Szkolnictwa Wyższego i Techniki (1981).